# ГНУ
GNU е операционна система, чието име (рекурсивен акроним) означава GNU не е Unix (GNU's Not Unix). Проектът GNU е създаден от Ричард Столман, през 1983 г., като целта му е създаването на напълно свободна операционна система, наричана система GNU и свободен софтуер, който да работи на тази операционна система. Свободна операционна система означава, че всеки може да я копира, модифицира и разпространява свободно.
GNU се разработва от GNU Project. Най-известните програми, които са част от проекта GNU, са операционната система GNU Hurd, GNU Compiler Collection (gcc), GNU Binary Utilities (binutils), обвивката bash, GNU библиотеката на C (glibc) и GNU Core Utilities (coreutils).

## История
Планът за операционната система ГНУ е обявен публично от Ричард Столман на 27 септември 1983. Софтуерната разработка започва на 5 януари 1984, когато Столман напуска своята работа в MIT. Той предприема този ход, за да не може университетът да претендира за собственост върху операционната система или да му създава пречки при разпространението ѝ като свободен софтуер.
Целта на проекта е да се създаде изцяло нова свободна операционна система. Ричард Столман иска компютърните потребители да бъдат отново „свободни“, както е било през 1960-те и 1970-те – свободни да изучават изходния код на програмите, които ползват, да имат свободата да споделят софтуера с други хора, свободата да модифицират програмите и впоследствие да разпространяват своите версии. Тази философия е публикувана като ГНУ Манифест през март 1985.

## Дизайн
Първоначалния план за ГНУ е да бъде UNIX-съвместима. През 1990 операционната система вече има гъвкав текстов редактор(Emacs), компилатор (GCC) и повечето от необходимите инструменти за една стандартна UNIX система. Единственото което е липсвало към този момент е било работещо ядро (kernel). Така започва разработката на GNU Hurd.
Дизайнът на GNU Hurd е това което го отличава от „стандартния“ UNIX. Ядрото на Hurd е съставено от множество програми – „сървъри“, които образуват многосървърно микроядро. Въпреки това процесът на разработване се забавя значително заради технологични пречки.
Ядрото Linux, създадено от Линус Торвалдс през 1992 запълва тази празнина, след като е приема лиценза GPL и се превръща в най-използваното ядро за ГНУ софтуер.